# 1997 v letectví
Tento článek obsahuje seznam událostí souvisejících s letectvím, které proběhly roku 1997.

## Události
- Otevřeno letiště Karlstad, které nahradilo původní letiště Karlstad-Jakobsberg z 30. let 20. století.

### Srpen
- 1. srpna – Boeing a McDonnell Douglas dokončují své sloučení a vytvářejí The Boeing Company.

### Září
- 7. září – v závodě o Pohár Gordona Bennetta zvítězili Francouzi Vincent Leys a Jean François Leys

## První lety

### Květen
- 17. května – McDonnell Douglas X-36

### Červen
- 25. června – Kamov Ka-52

### Červenec
- 1. července – Suchoj Su-30MK
- 15. července – Berijev Be-103
- 27. července – Griffon Lionheart

### Srpen
- 22. srpna – AASI Jetcruzer 500

### Září
- 7. září - F-22 Raptor
- 17. září – Antonov An-140
- 25. září – Suchoj Su-47

### Říjen
- 16. října – Boeing 777

### Prosinec
- 4. prosince – Bell 427